# Dumitru Chepețan
Dumitru Chepețan, pe numele adevărat Dimitrie Chepețeanu (n. 20 februarie 1929, com. Satchinez, jud. Timiș, d. 1 aprilie 2014, Caransebeș). Urmează școala primară în comună, dovedind, încă de mic, aptitudini artistice în orchestra condusă de părintele localității. Studiază vioara și chitara, iar în 1949 se căsătorește cu consăteana Doina Radu, cu care va avea două fete.
În 1951 este deportat în Bărăgan, împreună cu întreaga familie, la Dâlga – raion Lehliu. Urmează ani grei de mizerie, bunicul și tatăl său mor acolo. Trăiește cea mai grea perioadă din viața sa. Pe 15 ianuarie 1956 se întoarce în Banat.
În 1959 face primele înregistrări audio la Radio Timișoara, împreună cu orchestra „Doina Banatului”, care pe atunci se numea „Lazăr Cernescu” și era dirijată de Nicolae Perescu), iar în 1960 este angajat la Ansamblul de cântece și jocuri „Doina Banatului”, cu care, în 1962, face primele înregistrări la Televiziune.
În anul 1967, îi apare primul disc de vinil de muzică populară bănățeană, intitulat „Gugulan cu car cu mere”, după melodia cu același nume, care-l va consacra definitiv. Acest cântec, compus de profesorul de muzică Goian după un vechi cântec popular, va deveni una dintre cele mai cântate melodii populare în Banatul de munte, o doină - simbol al zonei:
Gugulan cu car cu mere

Și cu frumoasă muiere,

Mă dusei să cumpăr mere

Și-i cu ochii la muiere.

Gugulanu-i om cu minte

Și ți-o spune mai-nainte:

„Eu vind mere, eu vind pere,

Dar nu vind a mea muiere.”
Urmează un EP (un disc mic, care era înregistrat pe o singură parte, și pe care încăpeau doar 2-4 cântece, depinzând de lungime), care cuprinde cântecele „Ninge-mi Doamne, nu ploia” și „Sui Mărie în cocie”. În scurt timp, Dimitru Chepețan a devenit unul dintre cei mai cunoscuți și iubiți interpreți de muzică populară din Banat.
Efectuează foarte multe turnee în străinătate: în 1964 în Ungaria, în 1967 în Iugoslavia (unde va reveni de 38 de ori) și în 1982 în Italia (unde ansamblul românesc ia locul I din 112 țări). A fost de două ori în Basarabia, unde a fost decorat de ambasadorul României la Chișinău.
A cântat împreună cu mari artiști de muzică populară ca Alexandru Grozuță, Aurelia Fătu Răduțu, Achim Nica, Florentin Iosif, Ana Pacatiuș, Raveca Săndulescu. De Ana Pacatiuș și Sofia Preda îl leagă o prietenie de-o viață, fiind coleg cu acestea o lungă perioadă la ansamblul „Doina Banatului” din Caransebeș.
După ce s-a pensionat în 1989, mai colaborează uneori cu „Doina Banatului” și cântă în Corul Catedral din Caransebeș.
În 2011 a participat la festivalul organizat în cinstea sărbătoririi a 65 de ani de la înființarea ansamblului profesionist Doina Banatului din Caransebeș, dovedindu-ne, încă o dată, calitățile vocale, interpretând doina ce l-a consacrat. ,,Gugulan cu car cu mere.
Slăbit de boală și de anii mulți, Dumitru Chepețan se stinge în 1 aprilie 2014, la Caransebeș, fiind înmormântat la Cimitirul din zona gării.